# Tonga ai Giochi della XXVIII Olimpiade
Tonga partecipò ai Giochi della XXVIII Olimpiade, svoltisi ad Atene, Grecia, dal 13 al 29 agosto 2004, con una delegazione di 5 atleti impegnati in quattro discipline.

## Risultati

### Atletica leggera
| Q | Qualificato al turno successivo per la Classifica in qualificazione                                                          |
| q | Qualificato per il turno successivo per ripescaggio o, negli eventi su campo, conquistando la misura minima per qualificarsi |

Maschile
Eventi su pista e strada
| Atleta        | Evento      | Batteria  | Batteria   | Quarti di finale | Quarti di finale | Semifinale      | Semifinale      | Finale          | Finale          |
| Atleta        | Evento      | Risultato | Classifica | Risultato        | Classifica       | Risultato       | Classifica      | Risultato       | Classifica      |
| ------------- | ----------- | --------- | ---------- | ---------------- | ---------------- | --------------- | --------------- | --------------- | --------------- |
| Filipo Muller | 100 m piani | 11"18     | 9º         | non qualificato  | non qualificato  | non qualificato | non qualificato | non qualificato | non qualificato |

Femminile
Eventi sul campo
| ʻAna Poʻuhila | Getto del peso | 15,33 | 32ª | non qualificata | non qualificata | non qualificata | non qualificata | non qualificata | non qualificata |

### Judo
Maschile
| Atleta      | Evento | 16-esimi                  | Ottavi               | Quarti               | Semifinali           | Ripescaggio          | Finale               | Pos.            |
| Atleta      | Evento | Avversario Punteggio      | Avversario Punteggio | Avversario Punteggio | Avversario Punteggio | Avversario Punteggio | Avversario Punteggio | Pos.            |
| ----------- | ------ | ------------------------- | -------------------- | -------------------- | -------------------- | -------------------- | -------------------- | --------------- |
| Akapei Latu | 73 kg  | Yagoubi (ALG) P 0000–1111 | non qualificato      | non qualificato      | non qualificato      | non qualificato      | non qualificato      | non qualificato |

### Pugilato
Maschile
| Atleta       | Evento            | Ottavi                | Quarti               | Semifinali           | Finale               | Pos.            |
| Atleta       | Evento            | Avversario Punteggio  | Avversario Punteggio | Avversario Punteggio | Avversario Punteggio | Pos.            |
| ------------ | ----------------- | --------------------- | -------------------- | -------------------- | -------------------- | --------------- |
| Maʻafu Hawke | Pesi supermassimi | Estrada (USA) P 11–30 | non qualificato      | non qualificato      | non qualificato      | non qualificato |

### Tiro con l'arco
Maschile
| Atleta          | Evento               | Round di qualificazione | Round di qualificazione | Trentaduesimi di finale  | Sedicesimi di finale | Ottavi di finale     | Quarti di finale     | Semifinali           | Finale / FB          | Finale / FB     |
| Atleta          | Evento               | Punteggio               | Seed                    | Avversario Punteggio     | Avversario Punteggio | Avversario Punteggio | Avversario Punteggio | Avversario Punteggio | Avversario Punteggio | Classifica      |
| --------------- | -------------------- | ----------------------- | ----------------------- | ------------------------ | -------------------- | -------------------- | -------------------- | -------------------- | -------------------- | --------------- |
| Sifa Taumoepeau | Individuale maschile | 563                     | 62º                     | Galiazzo (ITA) P 122–156 | non qualificato      | non qualificato      | non qualificato      | non qualificato      | non qualificato      | non qualificato |